# فرودگاه چری اسپرینگز

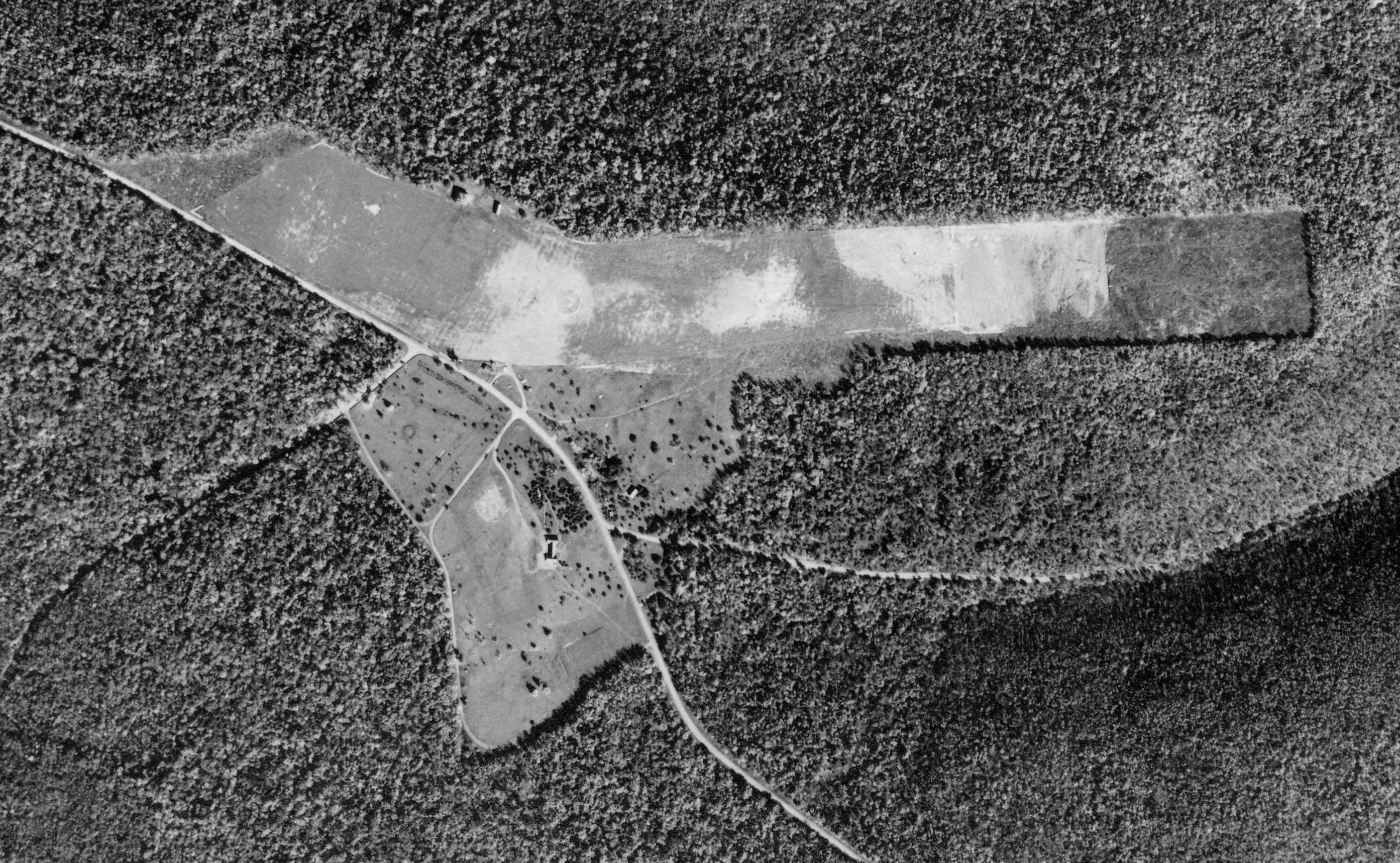
فرودگاه چري اسپرينگز

فرودگاه چری اسپرینگز (به انگلیسی: Cherry Springs Airport) یک فرودگاه است . این فرودگاه در کشور ایالات متحده آمریکا قرار دارد .